# Paul Held (Chemiker)
Paul Held (* 11. Juli 1933 in Oebisfelde; † 5. April 1979 in Magdeburg) war ein deutscher Chemiker.

## Leben
Nachdem Held 1951 an der Erweiterten Oberschule in Beetzendorf in der Altmark sein Abitur bestanden hatte, absolvierte er 1951/52 ein Praktikum beim Magdeburger Chemiewerk VEB Fahlberg-List. Von 1952 bis 1958 studierte Held Chemie an der Martin-Luther-Universität in Halle (Saale). Es schloss sich eine Aspirantur in der Industrie an, während der er 1961 bei Runge an der Universität promovierte. Anschließend war er als Chemiker in der Forschung tätig. Schwerpunkt seiner Arbeit waren Mittel zum Pflanzenschutz und zur Schädlingsbekämpfung. Vor allem forschte er im Bereich von Chlorterpen-Verbindungen für den Einsatz gegen Insekten. Melipax, ein für Bienen ungefährliches Mittel, erlangte dabei eine breite praktische Anwendung in der Landwirtschaft.
1971 wurde er Forschungsdirektor von Fahlberg-List in Magdeburg-Salbke. Er kooperierte eng mit Universitäten und Akademien und entwickelte weiterhin Chemikalien für den landwirtschaftlichen Bedarf. Wichtig war dabei der Einsatz von Rohstoffen, die der DDR auch in ausreichender Menge zur Verfügung standen. Mehr als 70 Patente wurden von ihm erarbeitet. Er war auch Direktor eines Instituts in Kuba, welches sich der Forschung für die tropische Landwirtschaft widmete.